# Jack Ansell
William John Ansell (4 tháng 8 năm 1921 – 22 tháng 4 năm 2008), hay còn gọi Jack Ansell, là một cầu thủ bóng đá người Anh thi đấu cho Bletchley Brick Works, Northampton Town và Oxford United. Trong thời gian thi đấu tại Northampton, ông thi đấu 105 trận liên tiếp ở giải vô địch và giải cúp, trước khi một chấn thương gãy chân phá vỡ chuỗi trận đó. He died on 22 tháng 4 năm 2008.